# Конный Обоз
Ко́нный Обоз — посёлок в Тереньгульском районе Ульяновской области. 
Поселение входит в состав Ясашноташлинского сельского поселения.

## География
Посёлок находится на берегу реки Ташелка, на расстоянии примерно 21 км (по прямой) на север от посёлка Тереньга, административного центра района.

## История
В поздний советский период в посёлке работал совхоз «Ясашноташлинский».

## Население
| 2010 |
| ---- |
| 21   |

### Национальный состав
Согласно результатам переписи 2002 года, в национальной структуре населения русские составляли 76 % из 29 чел.